# Giancarlo Bacci
Giancarlo Bacci (Peretola, 17 giugno 1931 – Bologna, 27 maggio 2014) è stato un calciatore italiano, di ruolo centravanti o mezzala.
In Serie A ha vestito le maglie di otto squadre diverse.

## Carriera

Giancarlo Bacci

Formatosi nel Peretola, esordisce nel calcio professionistico in Serie B vestendo la maglia bianconera del Viareggio. La riforma della serie cadetta a un girone unico condanna la squadra alla retrocessione, nonostante le 10 rete segnate da Bacci. Per la stagione successiva viene acquistato dalla Lucchese militante in Serie A 1948-1949 con allenatore Gipo Viani. Al termine della stagione  viene ingaggiato della Roma per un biennio: nella Serie A 1949-1950 la squadra arriva terz'ultima riuscendo a salvarsi, mentre la stagione successiva, il 1950-1951, retrocede in Serie B.
Bacci rimane comunque nella massima serie vestendo in prestito la maglia dell'Udinese. Nel 1952-1953 viene chiamato a Bologna da Viani, appena arrivato sulla panchina rossoblù. È la migliore stagione di Bacci riguardo alle segnature, diciotto, che lo portano ad un passo dal podio dei cannonieri di quella stagione. Per la stagione successiva (1953-1954) va alla Fiorentina, che si piazza al quarto posto. Bacci si trasferisce quindi al Torino, dove militerà per quattro campionati, in cui soltanto nel primo biennio è titolare.
Nel 1958-1959 ritrova mister Viani trasferendosi al Milan. È la stagione dello scudetto anche se come riserva (11 presenze e 5 reti). L'anno successivo, sempre in rossonero, è utilizzato ancora meno (4 presenze), decidendo di trasferirsi al Padova di Nereo Rocco, restandoci per un biennio in cui colleziona 20 presenze. Così, nel 1962-1963 chiude con il calcio giocato, in Serie B, vestendo la maglia del Cosenza con cui ha realizzato 4 reti in 15 gare di campionato.
In carriera ha totalizzato complessivamente 253 presenze e 93 reti in Serie A (è tuttora fra i 100 migliori marcatori della Serie A a girone unico) e 40 presenze e 14 reti in Serie B.
Ha lavorato in seguito come opinionista di calcio per alcune emittenti televisive private.

## Statistiche

### Presenze e reti nei club
| Stagione        | Club            | Campionato | Campionato | Campionato |
| Stagione        | Club            | Comp       | Pres       | Reti       |
| --------------- | --------------- | ---------- | ---------- | ---------- |
| 1947-1948       | Viareggio       | B          | 25         | 10         |
| 1948-1949       | Lucchese        | A          | 20         | 6          |
| 1949-1950       | Roma            | A          | 21         | 6          |
| 1950-1951       | Roma            | A          | 21         | 5          |
| 1951-1952       | Udinese         | A          | 30         | 8          |
| 1952-1953       | Bologna         | A          | 30         | 18         |
| 1953-1954       | Fiorentina      | A          | 28         | 13         |
| 1954-1955       | Torino          | A          | 31         | 15         |
| 1955-1956       | Torino          | A          | 26         | 9          |
| 1956-1957       | Torino          | A          | 3          | 1          |
| 1957-1958       | Torino          | A          | 9          | 2          |
| 1958-1959       | Milan           | A          | 11         | 5          |
| 1959-1960       | Milan           | A          | 4          | 0          |
| 1960-1961       | Padova          | A          | 14         | 5          |
| 1961-1962       | Padova          | A          | 6          | 0          |
| 1962-1963       | Cosenza         | B          | 15         | 4          |
| Totale carriera | Totale carriera |            | 293        | 107        |

## Palmarès
- Campionato italiano: 1

Milan: 1958-1959